# Álvar Núñez Cabeza de Vaca
Álvar Núñez Cabeza de Vaca (n. cca. 1488/1490, Jerez de la Frontera – d. ca. 1557/1558, Valladolid) a fost un explorator spaniol al Lumii Noi, unul dintre cei patru supraviețuitori ai expediției Narváez.  El este considerat a fi un proto-antropolog, datorită descrierilor detaliate ale numeroaselor triburi de amerindieni, studii publicate în 1542 sub titlul La Relación (Relatarea), denumită mai târziu Naufragios (Naufragiile).

## Tinerețea și educația
Cabeza de Vaca s-a născut pe la 1490 într-o familie de hidalgo, mica nobilime spaniolă. Cabeza de Vaca era fiul Teresei Cabeza de Vaca y de Zurita. În documentele de secol XVI, numele său apare scris ca Alvar nuñez cabeza de vaca. Cabeza de Vaca înseamnă „cap de vacă”, iar numele a fost primit de familia mamei lui în secolul al XIII-lea, după ce strămoșul ei, Martín Alhaja, a ajutat armata creștină să-i atace pe mauri, prin lăsarea unui cap de vacă drept semn pentru a arăta o mică trecătoare montană pe care creștinii o puteau utiliza. În prologul lucrării La Relación, relatarea naufragiului și călătoriei prin America de Nord, Cabeza de Vaca face referire la serviciile făcute de strămoșii săi regelui, și regretă că faptele lui nu sunt la fel de mărețe.

## Expediția Narváez și relațiile timpurii cu amerindienii

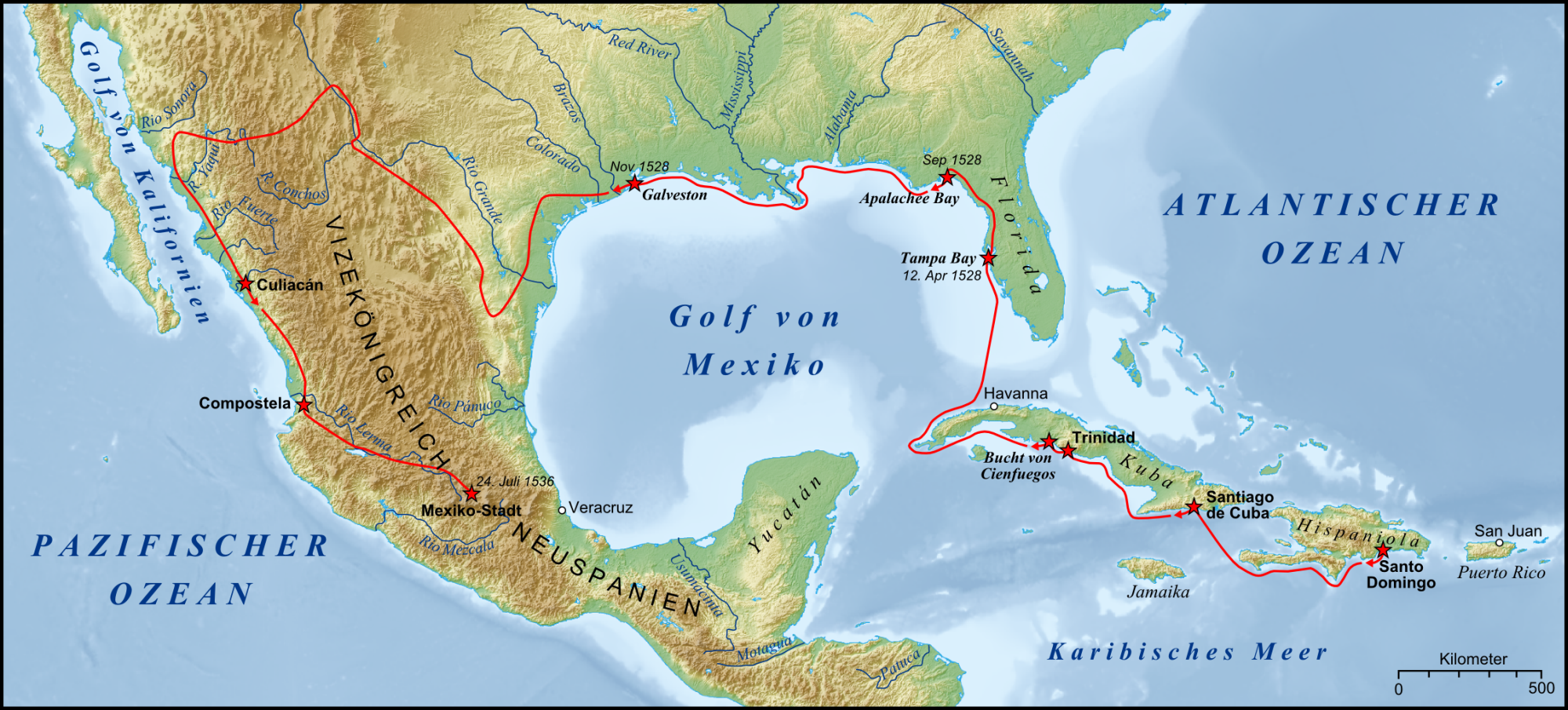
Drumul parcurs de expediţia Narváez (până în noiembrie 1528), și reconstituirea drumurilor parcurse ulterior de Cabeza de Vaca.

La începutul lui 1527, Cabeza de Vaca a plecat din Spania într-o expediție regală de ocupare a continentului Americii de Nord. Ca trezorier, el a fost unul dintre principalii ofițeri ai expediției Narváez. Au debarcat în zona Tampa Bay, Florida la 15 aprilie 1528, și în câteva luni el și cu încă trei oameni au rămas singurii supraviețuitori ai grupului de 600.
Întrucât navigatorii nu erau siguri unde se află, Cabeza de Vaca a considerat prudent ca forțele terestre și cele maritime să rămână împreună. Narváez și ceilalți ofițeri, agitați de zvonurile că ar exista aur, au trecut peste sfatul său și s-au lansat într-un marș prin Florida, rătăcindu-se imediat. După mai multe luni de lupte cu băștinașii prin păduri și mlaștini, grupul a ajuns la golful Apalachee cu 242 de oameni. Ei credeau că sunt în apropierea altor spanioli din Mexic, dar până la aceia mai era în realitate peste 2000 de kilometri de coastă. Ei erau înfometați, răniți, bolnavi și rătăciți prin terenul mlăștinos, dar au alcătuit un plan de salvare.
Și-au ucis caii și i-au mâncat, au topit scărițele de la șale, pintenii, potcoavele și alte obiecte de lemn și au făcut foale din piele de căprioară pentru a aprinde un foc suficient de puternic pentru a face din metalul obținut cuie și unelte. Au construit patru bărci primitive pentru a pleca cu el în căutarea Mexicului. Cabeza de Vaca a comandat una dintre aceste vase, în care încăpeau doar 50 de oameni. Fără hrană și apă, ei au urmat linia coastei spre vest, până la gurile râului Mississippi. Curentul i-a împins în golf și cele cinci plute au fost împrăștiate de un uragan; unele, printre care cea a lui Narváez, s-au pierdut definitiv.
Două plute cu circa 40 de supraviețuitori, inclusiv Cabeza de Vaca, au naufragiat în zona Insulei Galveston.  Exploratorii au denumit insula Malhado („Nenorocul”), sau Insula Pierzaniei. Au efectuat o tentativă de a repara plutele, utilizând resturile de haine drept câlți pentru astuparea găurilor, dar au pierdut plutele din cauza unui val mare. Numărul de supraviețuitori a scăzut rapid, iar aceștia au fost capturați câțiva ani de diverse triburi amerindiene din zona superioară a coastei Golfului Mexic. Printre acestea se numărau triburile Hans și Capoques. Doar patru oameni, Cabeza de Vaca, Andrés Dorantes de Carranza, Alonso del Castillo Maldonado și un sclav marocan berber pe nume Esteban (denumit ulterior Estevanico), au supraviețuit și au reușit să ajungă la Ciudad de México.
Călătorind în această formație, Cabeza de Vaca a explorat teritoriul actual al statului american Texas, precum și statele mexicane de nord-est Tamaulipas, Nuevo León și Coahuila, și posibil unele zone din New Mexico și Arizona. A călătorit pe jos de-a lungul teritoriilor deținute de Imperiul Spaniol în zona coastei Golfului Mexic. A continuat prin Coahuila și Nueva Vizcaya; apoi de-a lungul coastei Golfului California până la actualul Sinaloa, Mexic, călătorie ce a durat opt ani. A trăit în stare de sărăcie totală și, ocazional, în sclavie.
În peregrinările sale, trecând de la trib la trib, Cabeza de Vaca a devenit înțelegător față de populația indigenă. A devenit negustor, ceea ce i-a permis să călătorească liber între triburi. Cabeza de Vaca a înțeles călătoria sa și supraviețuirea în termeni religioși, susținând apoi că a fost călăuzit de Dumnezeu să învețe și să-i vindece pe cei bolnavi. A căpătat o așa mare notorietate de vindecător încât el și tovarășii săi au strâns un mare număr de băștinași care îi considerau „copiii Soarelui”, cu harul de a vindeca și de a distruge. Mulți băștinași i-au însoțit pe aceștia în călătorii prin sud-vestul actualelor State Unite ale Americii și prin nordul Mexicului de astăzi.
După ce în cele din urmă au ajuns la pământurile colonizate ale Noii Spanii, unde s-au întâlnit cu alți spanioli lângă actualul Culiacán, Cabeza de Vaca a mers la Ciudad de México. De acolo, a plecat înapoi în Europa în 1537.
Numeroși cercetători au depus eforturi de a afla ruta exactă a lui Cabeza de Vaca. Întrucât el a început să-și scrie cronica de călătorie abia când s-a întors în Spania, a trebuit să se bazeze pe amintiri. Cabeza de Vaca nu era sigur pe unde a mers el anume. Istoricii știu că în relatarea sa există numeroase greșeli de cronologie și geografie, dar mulți au încercat să asambleze frânturile într-o hartă a drumului său.

## Revenirea în Spania
După întoarcerea în Spania, Cabeza de Vaca a scris despre experiența sa într-un raport pentru regele Carlos I al Spaniei. Lucrarea a fost publicată în 1542, sub titlul La Relación (Relatarea). Ulterior denumită Naufragios (Naufragiile), este considerată o operă clasică a literaturii coloniale. Cabeza de Vaca dorea să se întoarcă în Florida și să-i urmeze lui Pánfilo de Narváez ca guvernator, dar regele Carol deja îl numise pe Hernando de Soto în fruntea următoarei expediții. Cabeza de Vaca a refuzat să călătorească în calitate de secund al lui de Soto.

## Revenirea în America
În 1540, Cabeza de Vaca a fost numit adelantado al provinciei Río de la Plata din America de Sud. Misiunea sa era de a reînființa așezarea Buenos Aires din Argentina de astăzi.

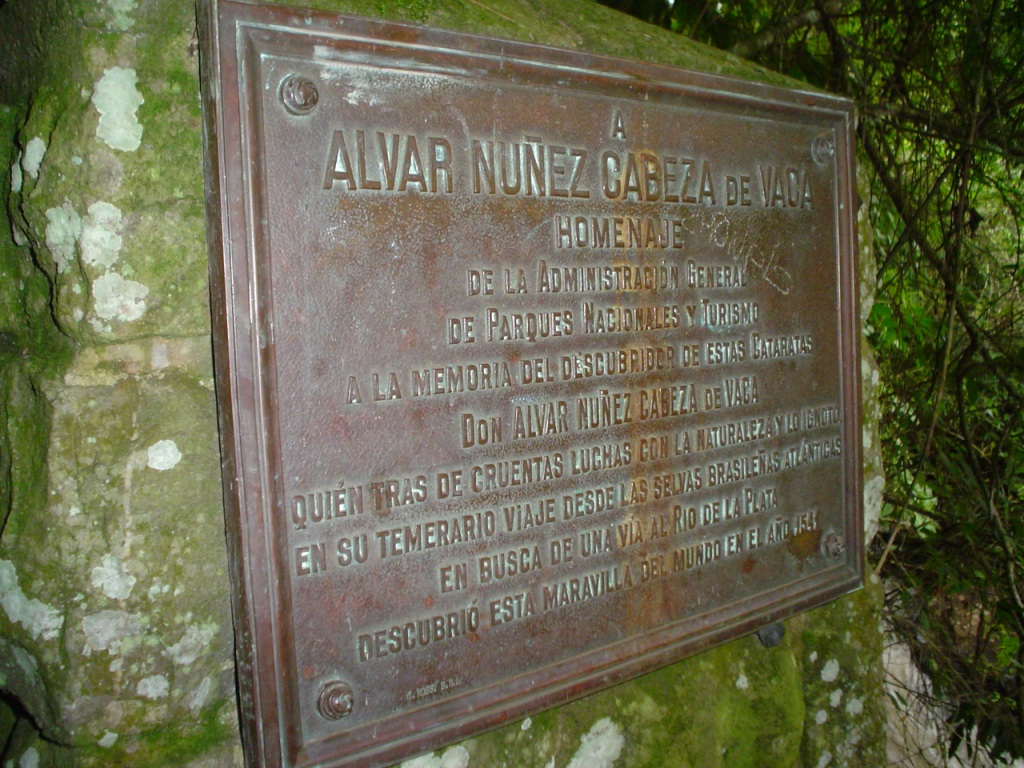
Placă ce-l comemorează pe Cabeza de Vaca drept primul european care a văzut Cascadele de pe Iguazú.

Pe drum, a debarcat pe Insula Santa Catarina în Brazilia de astăzi. Cu o forță indigenă, 250 de muschetari și 26 de cai, a urmat potecile băștinașilor descoperite de Aleixo Garcia pe continent spre capitala spaniolă a districtului, Asunción, adânc în interiorul continentului, pe valea râului Paraguay. Cabeza de Vaca este considerat a fi primul european care a văzut Cascadele de pe Iguazú.
Cabeza de Vaca avea o atitudine neobișnuit de binevoitoare față de amerindieni, pentru vremea sa. Coloniștii de vază, denumiți encomenderos, nu aveau de obicei aceeași atitudine și doreau să-i folosească pe băștinași doar drept forță de muncă. Pierderea susținerii lor, combinată cu eșecul așezării Buenos Aires, l-a făcut pe fostul guvernator Domingo Martínez de Irala să-l aresteze pe Cabeza de Vaca pentru proastă administrare în 1544 și să-l trimită înapoi în Spania pentru judecată în 1545.
Deși a fost exonerat, Cabeza de Vaca nu s-a mai întors în colonie. A scris o relatare detaliată despre America de Sud, în care l-a criticat dur pe de Irala. Aceasta a fost legată de La Relación și publicată sub titlul Comentarios (Comentarii). A murit sărac în Valladolid în preajma anului 1558.

### Engleză
- Adorno, Rolena and Pautz, Patrick Charles; Alvar Nunez Cabeza De Vaca : His Account, His Life and the Expedition of Panfilo De Narvaez, 3 volumes, in English; University of Nebraska Press, Lincoln, London (1999); hardcover; Format:ISBN-10, Format:ISBN-13
- Cabeza de Vaca, Álvar Núñez: The Narrative of Cabeza De Vaca, Translation of La Relacion,  Rolena Adorno and Patrick Charles Pautz.  Lincoln, NE: University of Nebraska Press 2003. ISBN 080326416X (One of many editions)
- Cabeza de Vaca, Álvar Núñez: Cabeza de Vaca's Adventures in the Unknown Interior of America,  Translation of La Relación, Cyclone Covey.  Santa Fe, NM: University of New Mexico Press 1983. ISBN 082630656X
- The Account: Álvar Núñez Cabeza de Vaca's Relacíon. Translated by Martin Favata and Jose Fernández. Houston: Arte Público Press. 1993 [1542]. ISBN 978-1558850606.
- Cabeza de Vaca, Álvar Núñez: The Commentaries of Alvar Nunez Cabeza De Vaca., The Conquest of the River Plate, part II. London: Hakluyt, 1891. (First English edition).
- Howard, David A. (1996). Conquistador in Chains: Cabeza de Vaca and the Indians of the Americas. Tuscaloosa: University of Alabama Press. ISBN 978-0817308285.
- Andrés Reséndez. A Land So Strange: The Epic Journey of Cabeza de Vaca, Basic Books, Perseus, 2007. ISBN 0-465-06840-5
- Paul Schneider, Brutal Journey, Cabeza de Vaca and the Epic First Crossing of North America, New York: Henry Holt, 2007.  ISBN 0805083200
- Udall, Stewart L.: Majestic Journey: Coronado's Inland Empire, Museum of New Mexico Press, 1995. ISBN 0890132852

### Spaniolă
- Adorno, Rolena and Pautz, Patrick Charles; Alvaro Núñez Cabeza de Vaca: sus logros, su vida y la expedición de Pánfilo de Narváez, 3 volumes, în spaniolă; University of Nebraska Press, Lincoln, London (15 septembrie 1999); hardcover; 1317 pages; Format:ISBN-10Format:ISBN-13
- Caba, Rubén; Gómez-Lucena, Eloísa (2008). La odisea de Cabeza de Vaca: Tras los pasos de Álvar Núñez por tierras americanas [Odiseea lui Cabeza de Vaca: pe urmele lui Álvar Núñez pe pământul american] (historical essay). Terra Incógnita (în spaniolă). Barcelona: Edhasa. ISBN 978-84-350-2008 Verificați valoarea |isbn=: length (ajutor).
- Caba, Rubén; Gómez-Lucena, Eloísa (2008). „Cabeza de Vaca: El Ulises del Nuevo Mundo” [Cabeza de Vaca: un Ulise al Lumii Noi]. Clío Historia (în spaniolă) (84): pp. 72–79. ISSN 1579-3532.
- Maura, Juan Francisco, ed. (2007). „Carta de Luis Ramírez a su padre desde el Brasil (1528)” (PDF). Lemir. Parnaseo (în spaniolă). Universitatea din Valencia: AJKDAS;LKJFL;KFHODHSUHYJ. ISSN 1579-735X. Accesat în 14 aprilie 2010.
- Maura, Juan Francisco (2011, a doua ediție, comentată și adăugită). „Alvar Núñez Cabeza de Vaca: el gran burlador de América” (PDF). Lemir. Parnaseo (în spaniolă). University of Valencia. ISSN 1579-735X. Accesat în 7 iulie 2011. Text "Second Edition corrected and augmented " ignorat (ajutor); Verificați datele pentru: |date= (ajutor)
- Maura, Juan Francisco (2008). „Alvar Núñez Cabeza de Vaca: el gran burlador de América” (PDF). Lemir. Parnaseo (în spaniolă). Universitatea din Valencia. ISSN 1579-735X. Accesat în 14 aprilie 2010.